# Parque da Residência
O Parque da Residência é um parque e teatro brasileiro, localizado na cidade de Belém (Pará).Entre 1913 e o final da década de 1980, foi a residência oficial dos governadores do estado, lar dos parlamentares Enéas Martins (1913-1917), Lauro Sodré (1917-1921) e, Magalhães Barata (1930-1935). Também foi sede da Secretaria Executiva de Cultura (SECULT) do estado do Pará. Após reforma foi transformado em um espaço turístico cultural (parque). Foi tombado como patrimônio cultural do estado do Pará pelo DPHAC, em 1982.

## Descrição
No interior do parque, caminhando ao longo da Passagem das Icamiabas, chega-se à Estação Gasômetro. Sua antiga estrutura de ferro pertenceu à Companhia de Gás do Pará. Mas, desde 1997, abriga um teatro com 400 lugares, e ao seu lado um anfiteatro, espaço para eventos diversos ao ar livre.
Na Praça, há um vagão de trem da antiga estrada de ferro Belém-Bragança, que transportava o governador Magalhães Barata pelo interior do estado.
A Sociedade Paraense de Orquidófilos, criada em 1962, tem sede no Parque da Residência, onde está localizado um orquidário com mais de 400 espécies, que são símbolo da beleza exótica da região. Outra atração é o Coreto Pavilhão Frederico Rhossard, uma homenagem ao poeta paraense. E na Praça das águas, a estátua do também poeta paraense Rui Barata, que segura eternamente o livro “O nativo de câncer”.
O parque possui pavimentação de pedras portuguesas, luminárias de ferro, estátuas de mulheres cobertas de tecido delicado, o palacete do início do século XX, o Coreto, o orquidário, a adjacência delimitada por grades imponentes de ferro, incluindo o brasão do estado do Pará sobre o enorme portão de entrada. Tudo isso, ao som de araras, periquitos e outros pássaros da região.

## Curiosidades
- As grades imponentes de ferro em estilo Art Nouveau foram produzidas pela Walter Macfarlane & Cia, empresa sediada na Inglaterra, e trazidas de navio para o Brasil, na década de 1960. Foram inicialmente utilizadas no Parque do antigo reservatório Paes de Carvalho, no bairro da Campina.[2]
- O Teatro do Gasômetro foi construído a partir do material de construção proveniente do desmonte do galpão do antigo Gasômetro, que ficava localizado no Largo São José.[2]

## Tombamento
O Parque da Residência foi tombado pelo Departamento de Patrimônio Histórico Artístico e Cultural (DPHAC), em 1982, com o título de "Conjunto Arquitetônico e Paisagístico da Antiga Residência Governamental Estadual".